# KJ-52
KJ-52, de son vrai nom Jonah Sorrentino, né le 26 juin 1975, est un rappeur chrétien évangélique américain. Il est notamment connu pour deux de ses chansons adressées à un autre rappeur, Eminem. KJ est l'abréviation de son ancien nom de scène (vraisemblablement « Killer Jonah »), avant qu'il ne devienne chrétien. 52 (prononcé five two) représente le miracle des cinq pains et des deux poissons tel qu'il est raconté dans la Bible. KJ-52 désire faire don de ses talents de la même façon que le garçon fait don de sa nourriture à Jésus dans l'histoire. KJ est récompensé aux GMA Dove Awards pour son titre Never Look Away en 2007.

## Biographie

### Jeunesse
Sorrentino est né et élevé à Tampa, en Floride. Jeune, il se retrouve confronté à une famille brisée, à la drogue, à l'alcool et court les jupons. Il commence à écrire des textes de rap à 12 ans, et à 15 ans, il se convertit au christianisme et écrit son premier rap chrétien. Adolescent, KJ commence à faire du bénévolat en tant qu'enfant de chœur pour l'église du centre-ville de Tampa. Il enregistre également un CD de démo, largement ignoré (même si l'artiste lui-même admet que le titre était « réellement horrible »).
KJ rencontre ensuite un autre jeune rappeur proche de ses convictions, Golden Child. Tous deux forment le groupe "Sons of Intellect" et commencent à donner des représentations un peu partout en Floride. Très vite, Golden Child renonce et le groupe est dissous. Mais ce bref succès dans le hip-hop chrétien a éveillé l'appétit de KJ, et, à l'été 1998, il arrête son service à l'église locale pour se consacrer intégralement à son rêve.

### Carrière
Une relation avec Gotee Records, dirigé par Todd Collins, le fait se produire à Nashville dans le Tennessee et enregistrer, sous le label Essential Records, son premier album 7th Avenue, publié le 11 avril 2000. Ce LP inclut des collaborations avec le Cross Movement et Knowdaverbs. KJ-52 publie ensuite son deuxième album, Collaborations le 16 juillet 2002. Le titre de l'album fait référence aux nombreuses contributions apportées à l'album par de nombreux artistes, incluant Ill Harmonics, Pillar et Thousant Foot Krutch. Collaborations est aussi la première nomination de KJ-52 aux Dove Awards dans la catégorie « album rap/hip-hop/dance de l'année » en 2003.
Sa chanson la plus controversée s'intitule Dear Slim. Elle prend la forme d'une lettre ouverte à Eminem, dans le même genre que celle de ce dernier, intitulée Stan. Dear Slim est diffusée pour la première fois à la télévision sur MTV lors de l'émission Total Request Live, mais est vite interrompue, tout comme l'émission elle-même. Cet événement contrarie profondément KJ-52, la chanson n'étant pas censée être une vraie diss song à l'encontre d'Eminem. Sa chanson Dear Slim Part 2, extrait de son album suivant, It's Pronounced Five Two, l'explique. It's Pronounced Five Two est publié le 30 septembre 2003 classé 17e des Billboard Top Christian Albums.
En 2006, KJ fait une apparition dans le magazine Breakway, où il évoque sa foi et ses relations avec Golden Child. En 2009, il publie Five-Two Television, un album de plusieurs styles de rap. L'album raconte l'histoire fictive d'un personnage appelé Chris Carlino, un homme à la vie gâchée. Comme à son habitude, KJ-52 y fait passer un fort message chrétien dans le but de divertir.
En août 2014, il annonce un nouvel album intitulé le 21 octobre 2014. Il publie ce nouvel album le 21 octobre 2014. En 2015, KJ-52 participe à une tournée appelée From Now Until Forever.

## Distinctions

### Dove Awards
- 2004 : meilleur album rap/hip-hop de l'année pour It's Pronounced Five Two[7]
- 2006 : meilleur album rap/hip-hop de l'année pour Behind the Musik (A Boy Named Jonah)[7]
- 2007 : meilleur album rap/hip-hop de l'année pour KJ-52 Remixed[7]
- 2007 : meilleure chanson rap/hip-hop de l'année pour Never Look Away[7]
- 2009 : meilleure chanson rap/hip-hop de l'année pour Do Yo Thang[7]
- 2010 : meilleur album rap/hip-hop de l'année pour Five-Two Television[7]

## Discographie
- 2000 : 7th Avenue
- 2002 : Collaborations
- 2003 : Peace of Mind
- 2003 : It's Pronounced Five Two
- 2004 : 7th Avenue – réédition
- 2004 : Soul Purpose
- 2005 : Behind the Musik
- 2006 : KJ-52 Remixed
- 2007 : The Yearbook
- 2008 : The Yearbook: The Missing Pages
- 2009 : Five-Two Television
- 2011 : KJ-52 Triple-Pack!
- 2012 : Dangerous
- 2014 : Icon
- 2014 : Mental
- 2017 : Jonah
- 2018 : Jonah Part 2

## Clips vidéo
- Dear Slim
- Pronounced Five Two
- Behind the Musik
- Life after Death
- I Can Call on You
- Revenge of the Nerds Remix
- Fanmail